# 京阪デパート

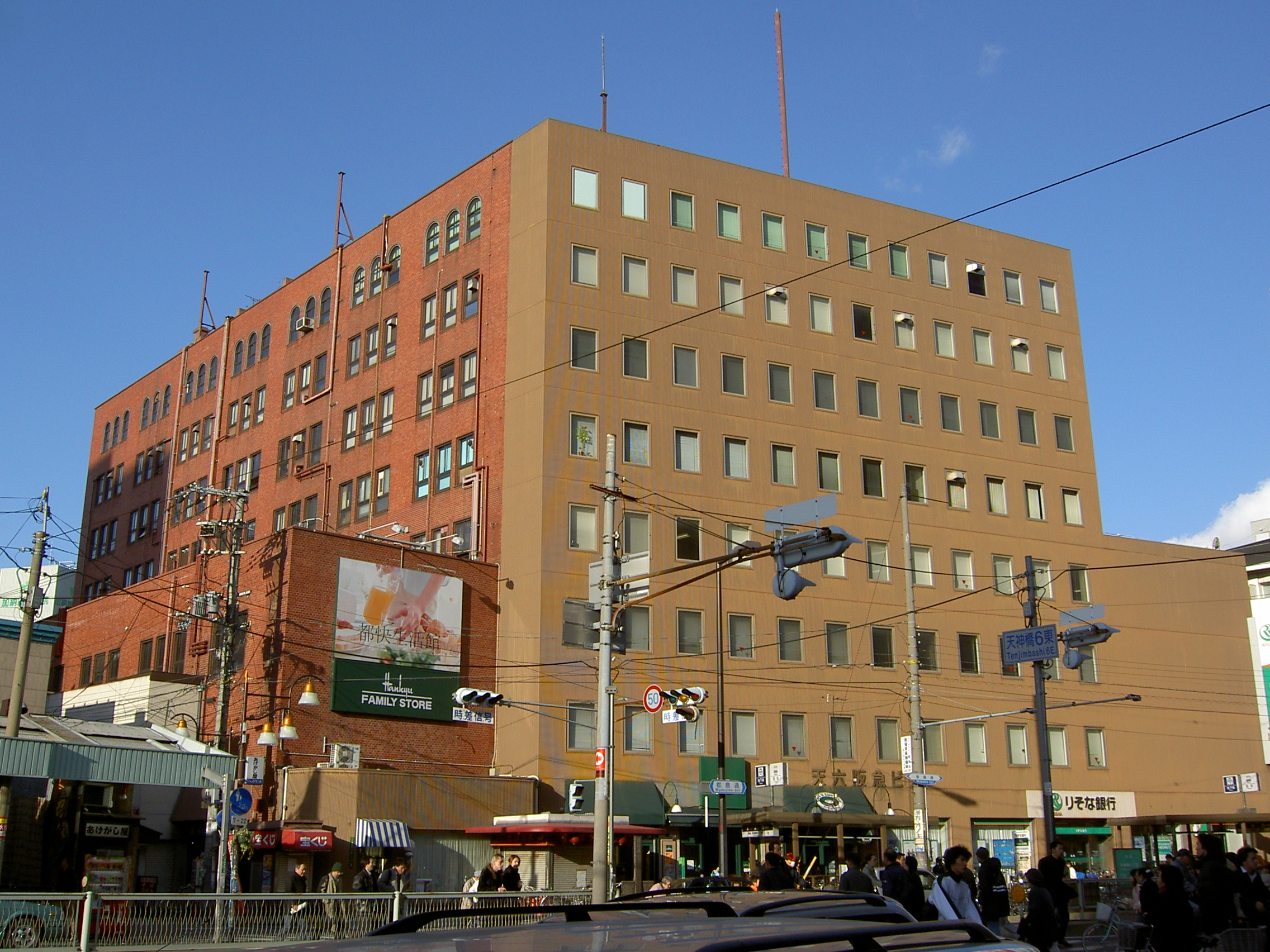
かつて京阪デパート天六支店があった阪急天六ビル（2010年解体）

京阪デパート（けいはんデパート）は、1932年（昭和7年） - 1946年（昭和21年）に存在した京阪電気鉄道系列の日本の百貨店である。

## 歴史・概要

### 創業から百貨店法への対応まで
1932年（昭和7年）に京阪電気鉄道は大阪方のターミナル駅である天満橋駅の拡張工事を機会に同駅で百貨店経営を行うことを構想した。同年初頭に当時の同社社長だった太田光凞邸を訪問した当時の白木屋大阪支店長・藤崎正太郎に、太田が共同出資で新会社を設立してその経営を一任したいと持ちかけたのがその始まりである。
藤崎は上司である白木屋専務取締役だった山田忍三と相談してこの話を受けることとし、同年4月に白木屋を退職して京阪電気鉄道と交渉を重ね、藤崎側と京阪電気鉄道側が折半して各々の関係者が出資した上で、資本金100万円で設立を目指すことになった。
ところが、かねてから業績低迷が続き、現在の百貨店では主流となっている仕入形式である委託仕入れを導入して辛うじて業績を維持してきた白木屋大阪支店の閉店が1932年（昭和7年）3月26日の大阪朝日新聞や6月24日の大阪毎日新聞で報道されたことなどもあって、大阪赴任から2年あまりで知人の少なかった藤崎の側の出資予定者から辞退が出るなど、出資者集めに苦労することになった。
最終的に115名の出資者を集め、1932年（昭和7年）11月15日に資本金100万円で株式会社京阪デパートが設立され、同年12月1日に天神橋駅に京阪電気鉄道の直営で営業していた天六京阪マーケットとそれに付随する天六の京阪食堂や千里山や枚方、天満などに展開していたデポーと呼ばれる出先の店舗の資産と営業の全ての譲渡を受けて京阪デパート天六支店としての営業などを開始し、同年12月5日には天満橋駅の店舗予定地の一角で仮店舗の営業も開始した。
1933年（昭和8年）3月16日には天六支店の前にあった白木屋天六食堂を買収して支店と同じビル内にあった食堂を移転させ、移転させた跡を食料品総菜売場に変更して増床を図るとともに、"食道楽の街"大阪にふさわしい売場構成を目指した。
この会社設立と並行して天満橋駅での店舗開設に向けた準備が進められ、会社設立直前の11月6日に石本喜久治に設計を依頼して1933年（昭和8年）2月9日に地鎮祭を行って建設工事に着手し、大林組の施工で同年9月23日に鉄筋コンクリート造地上3階地下1階で延べ床面積1068坪5勺の店舗用の建物が完成して京阪デパート天満店として営業を開始した。
この株式会社京阪デパートとして新たに建設して開業した天満店が、当時既に大阪市内では百貨店の標準的な売場面積が約1万坪と考えられていた状況下で約1,000坪と規模が小さかったため、経営の実務を担う藤崎もその運営方法に苦心を重ねただけでなく、取引先からも不安視されながらの開業となった。また、広告宣伝費が競合他店に比べて少ない点や立地の悪さを不安視する見方もされていた。
郊外電車のターミナル駅で営業するターミナルデパートとして日々出勤するサラリーマンを顧客の中心として日常的な食品や日用雑貨などの低価格の必需品を主体とした品揃えを行うとともに、展示ケースなどの売場の什器の配置を含めて気軽に来店できる雰囲気を演出し、食料品と雑貨を中心に売上を伸ばして経営を軌道に乗せ、金利相当の配当を株主に行えるようになった。
また、当社の創業と前後して藤崎が直前まで支店長を務めていた白木屋大阪支店が当時従業員約650名を抱えて閉店しており、当社が天満店の開業などのために京阪電気鉄道から引継いだ従業員三百数十名をほぼ倍増させたため、白木屋大阪支店の従業員を失業から救ったとの評価もされていた。
1937年（昭和12年）10月から施行された百貨店法により当社も競合する百貨店各社とともに午後6時から7時での閉店を余儀なくされて夜間営業ができなくなった。しかし、当社で同法の規制対象となった天満店と天六支店は前述の通り対象となる店舗面積3,000m2を僅かに上回る約千坪前後であったため、店舗面積を縮小して規制の対象から外れることを目指して商工省に陳情を行い、1938年（昭和13年）4月15日に商工省から許可を受け、店舗面積を若干縮小して競合他社が禁じられた夜間営業を再開することに成功した。

### 第2次世界大戦後の解散と主要な店舗跡の活用
太平洋戦争終戦直後の1945年（昭和20年）8月28日に株式会社京阪デパートは解散し、天満店などの店舗の建物は京阪電気鉄道が戦時統合で阪神急行電鉄と合併して1943年10月に設立された母体企業の京阪神急行電鉄に買収された。天満橋店の営業も京阪神急行電鉄に譲渡されて同社が当時直営していた阪急百貨店の一部となり、阪急天満橋マーケットとして1946年（昭和21年）に営業を開始した。1947年（昭和22年）4月1日に京阪神急行電鉄の百貨店部門が「株式会社阪急百貨店」として独立したことに伴い、阪急百貨店天満橋支店となった。
その後、京阪電気鉄道（2代・1949年12月に京阪神急行から分離独立する形で再発足）が、淀屋橋駅までの地下線による京阪本線の延長工事を行う際に敷地の地下を通過することになった関係で、1961年（昭和36年）に阪急百貨店天満橋支店は閉店し、当社が建設した天満橋の店舗の建物は工事の一環として解体された。
淀屋橋駅までの地下線による延長工事の完了後に新たに建設された天満橋駅のビルには、1966年（昭和41年）に松坂屋大阪店が日本橋から移転する形で入居したが、一度も黒字を出せず2004年（平成16年）5月5日に閉店となった。
その松坂屋大阪店跡を京阪電気鉄道（2代）が改修して、2005年（平成17年）5月27日に専門店ビル京阪シティモールを開業させた。
また、天六支店跡はビル内にターミナル駅を持っていた旧新京阪鉄道の新京阪線がそのまま京阪神急行電鉄に残ることになったため、その後も阪急電鉄（1973年に京阪神急行電鉄より改称）の所有する建物として存続し、阪急百貨店の子会社だった阪急共栄物産が運営するスーパーマーケットの阪急共栄ストアなどが入居するビルとなり、同社が再編されたことに伴い阪急ファミリーストアとして営業を続けていたが、閉店して2010年にビルは解体された。跡地には2013年に超高層マンション「ジオタワー天六」が竣工しており、1階部分に阪急ファミリーストアの後継店舗として阪急オアシス天六店が入居した。

## 沿革
- 1932年（昭和7年）
  - 11月15日 - 京阪電気鉄道（初代）と白木屋の関係者の共同出資により、「株式会社京阪デパート」を設立[2]。
  - 12月1日 - 京阪電気鉄道から譲渡された天六京阪マーケットを京阪デパート天満店として営業を開始[2]。
  - 12月5日 - 天満橋駅にて仮店舗を開店[3]。
- 1933年（昭和8年）
  - 2月9日 - 天満橋店の建物の地鎮祭を行い、着工[3]。
  - 3月16日 - 白木屋天六食堂を買収して食堂を移転し、その跡を食料品総菜売場に変更して増床[3]。
  - 9月23日 - 天満橋店の建物が完成し、営業を開始[3]。
- 1945年（昭和20年）8月28日 - 「株式会社京阪デパート」が解散[3]。天満橋店の建物を京阪神急行電鉄（阪神急行電鉄と京阪電気鉄道が戦時統合された会社）に売却[9]。
- 1946年（昭和21年） - 天満橋店の営業を京阪神急行電鉄に譲渡[9]。阪急天満橋マーケットとして営業開始[9]（この時点で「京阪デパート」の名称は消滅）。
- 1947年（昭和22年）4月1日 - 京阪神急行電鉄の百貨店部門が「株式会社阪急百貨店」として独立したことに伴い、阪急百貨店天満橋支店として営業開始。
- 1949年（昭和24年） - 京阪神急行電鉄から京阪電気鉄道（2代）が分離独立し、阪急百貨店天満橋支店の建物が京阪電気鉄道（2代）の所有となる。
- 1961年（昭和36年） - 阪急百貨店天満橋支店が閉店[9]。
- 1966年（昭和41年） - 建て替え後の天満橋駅ビルに松坂屋大阪店が日本橋から移転・入居[11]。
- 2004年（平成16年）5月5日 - 松坂屋大阪店が閉店[11]。
- 2005年（平成17年）5月27日 - 京阪電気鉄道（2代）が専門店ビル京阪シティモールを開店[12]。